# Blanche Bingley Hillyard
Blanche Bingley Hillyard (Greenford, 3 de novembro de 1863 — Londres, 6 de agosto de 1946) foi uma tenista britânica nascida na Inglaterra.

## Grand Slam finais

### Títulos (6)
| Ano   | Campeonato    | Oponente              | Placar        |
| 1886  | Wimbledon     | Maud Watson           | 6–3, 6–3      |
| 18891 | Wimbledon (2) | Helena Rice           | 4–6, 8–6, 6–4 |
| 18942 | Wimbledon (3) | Edith Austin Greville | 6–1, 6–1      |
| 1897  | Wimbledon (4) | Charlotte Cooper      | 5–7, 7–5, 6–2 |
| 1899  | Wimbledon (5) | Charlotte Cooper      | 6–2, 6–3      |
| 1900  | Wimbledon (6) | Charlotte Cooper      | 4–6, 6–4, 6–4 |

### Vices (7)
| Ano   | Campeonato | Oponente                | Placar        |
| 1885  | Wimbledon  | Maud Watson             | 6–1, 7–5      |
| 1887  | Wimbledon  | Lottie Dod              | 6–2, 6–0      |
| 1888  | Wimbledon  | Lottie Dod              | 6–3, 6–3      |
| 18911 | Wimbledon  | Lottie Dod              | 6–2, 6–1      |
| 1892  | Wimbledon  | Lottie Dod              | 6–1, 6–1      |
| 1893  | Wimbledon  | Lottie Dod              | 6–8, 6–1, 6–4 |
| 1901  | Wimbledon  | Charlotte Cooper Sterry | 6–2, 6–2      |